# Magdalówka
Magdalówka – wieś na Ukrainie w rejonie tarnopolskim należącym do obwodu tarnopolskiego. 
W II Rzeczypospolitej miejscowość  w powiecie skałackim województwa tarnopolskiego. 
W 1939 r. wieś liczyła ok. 1600 mieszkańców, z których ok. 30% stanowili Polacy. W latach 1943–1944 nacjonaliści ukraińscy z  OUN-UPA zamordowali tutaj 22 Polaków. 
Do 2020 w rejonie podwołoczyskim. 